# Vilarmao
Vilarmao es una aldea española situada en la parroquia de Castroncelos, del municipio de Puebla del Brollón, en la provincia de Lugo, Galicia.

## Geografía
Está situado a una altitud de 485 m sobre el nivel del mar, al sureste de la capital municipal. 

## Demografía
| Gráfica de evolución demográfica de Vilarmao entre 2000 y 2019 |
|                                                                |
| Datos según el nomenclátor publicado por el INE.               |

## Patrimonio cultural
La escritora Olga Novo es natural de esta aldea.